# MMA 59
Az MMA 59 sír egy ókori egyiptomi sír Dejr el-Bahariban, az ókori Théba nekropoliszában. A thébai nekropolisz a mai Luxorral szemben, a Nílus nyugati partján helyezkedik el. A sír Henuttaui sírja, aki a XXI. dinasztia idején élt, és Ámon énekesnője volt. A sírt Herbert E. Winlock fedezte fel és tárta fel 1923–24-ben, a Metropolitan Művészeti Múzeum egyiptomi ásatásai során (lásd még: MMA sírok).
Henuttaui közrendű személy volt; úgy tűnik, nem állt rokonságban a királyi családdal. A sír, amelybe temették, korábban egy Minmosze nevű férfié volt. A külső koporsó Winlock feljegyzései szerint nem volt leszögezve, a belső koporsóban a múmiát fa múmialap borította. Henuttauit ékes melldísszel ábrázolják, alatta nagy gonddal festett, gyöngyből fűzött rombuszmintás múmiahálót imitáló minta. A múmialap elején a szöveg Mut istennőt idézi meg. A múmia eredetileg nem fért bele a koporsóba, és a lába megsérült, amikor beleerőltették. A leletek ma a Metropolitan Művészeti Múzeumban találhatóak.

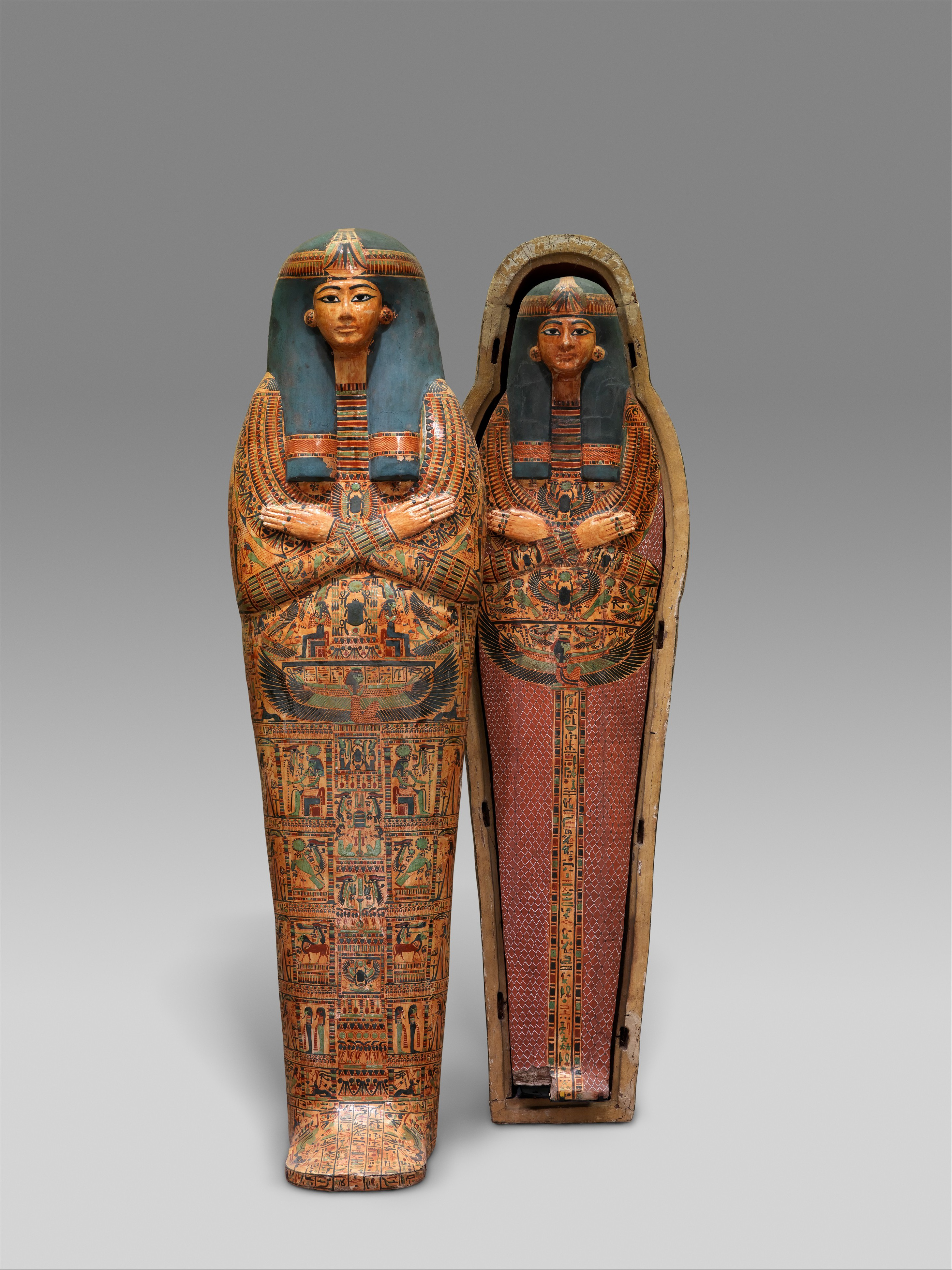
Henuttaui belső koporsója
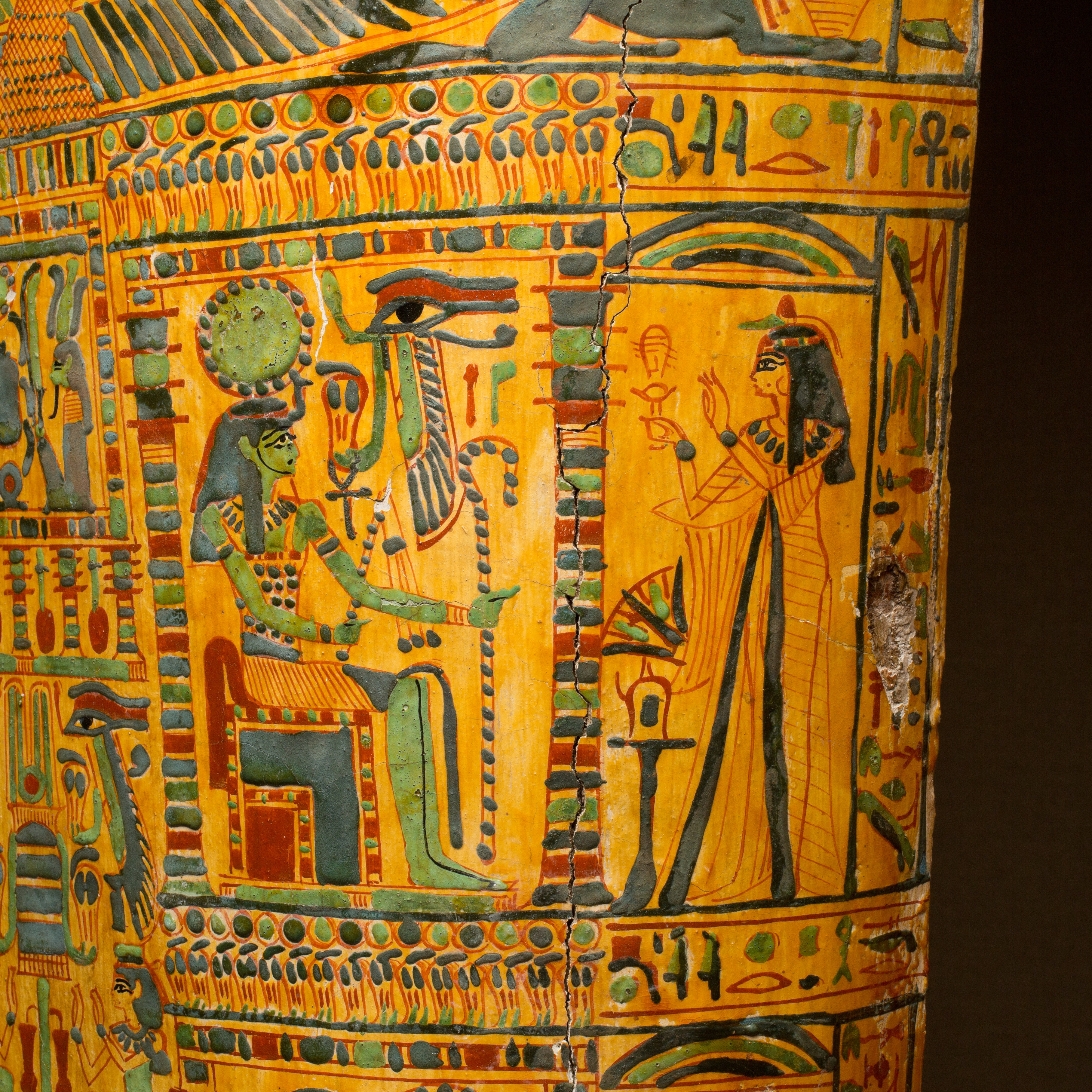
A belső koporsó részlete
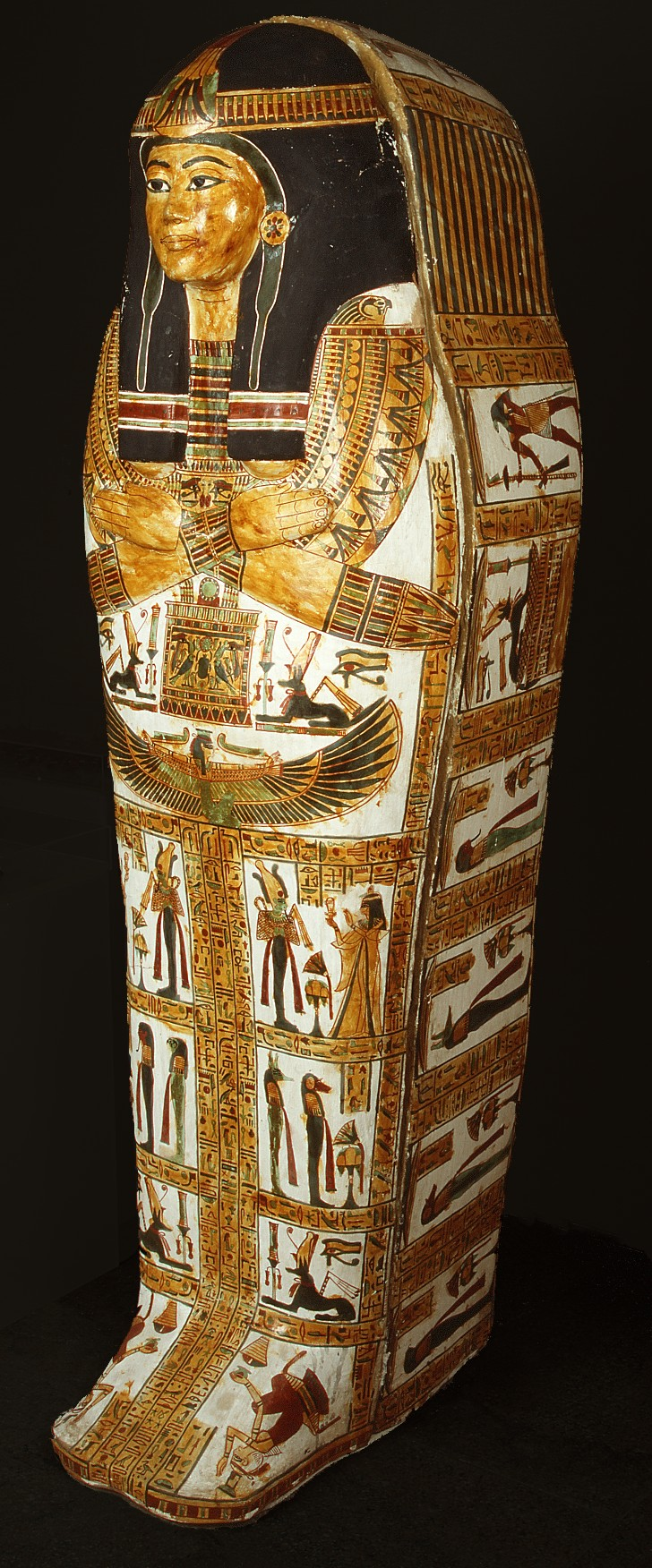
A külső koporsó
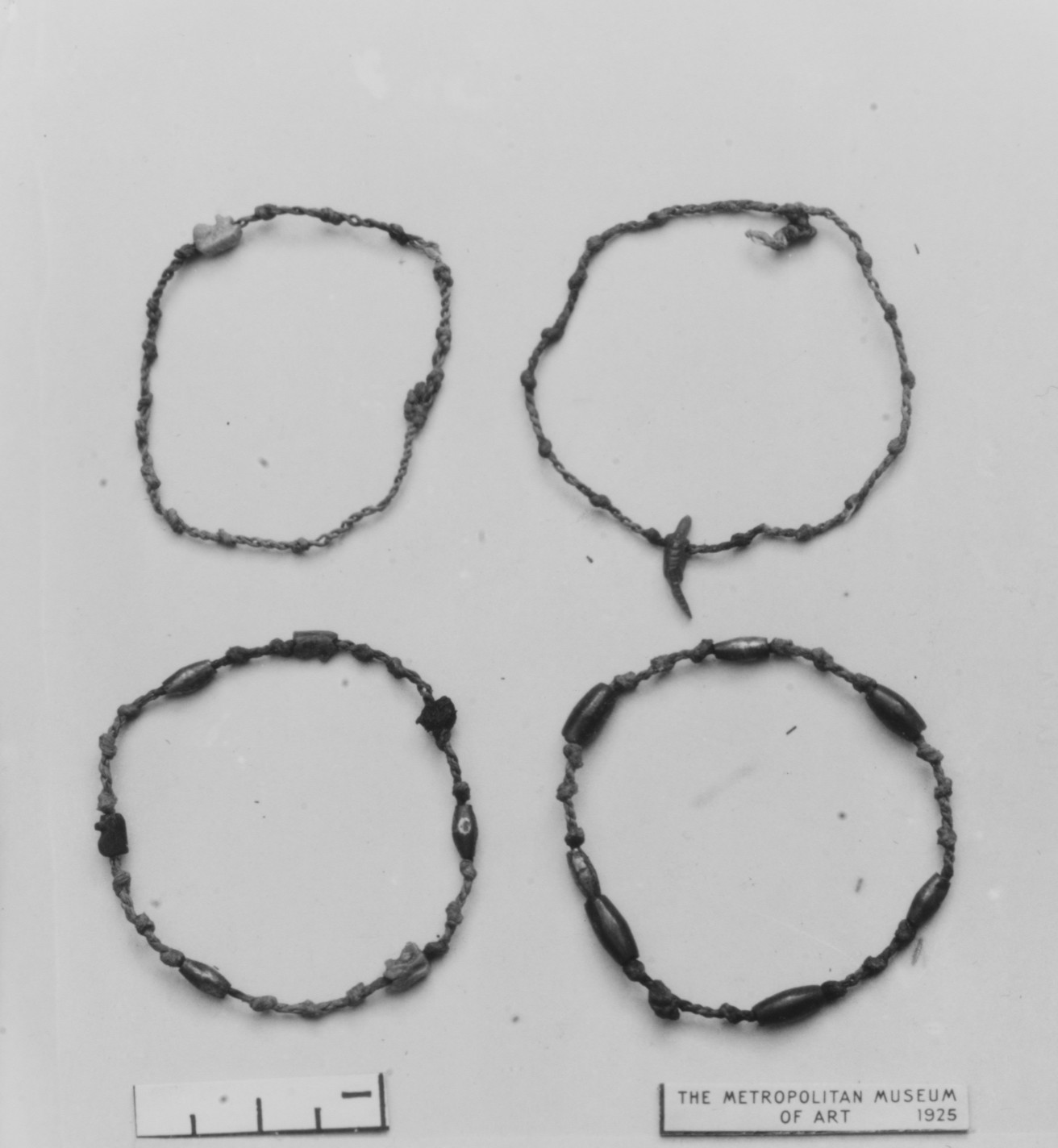
Karperecek a sírból
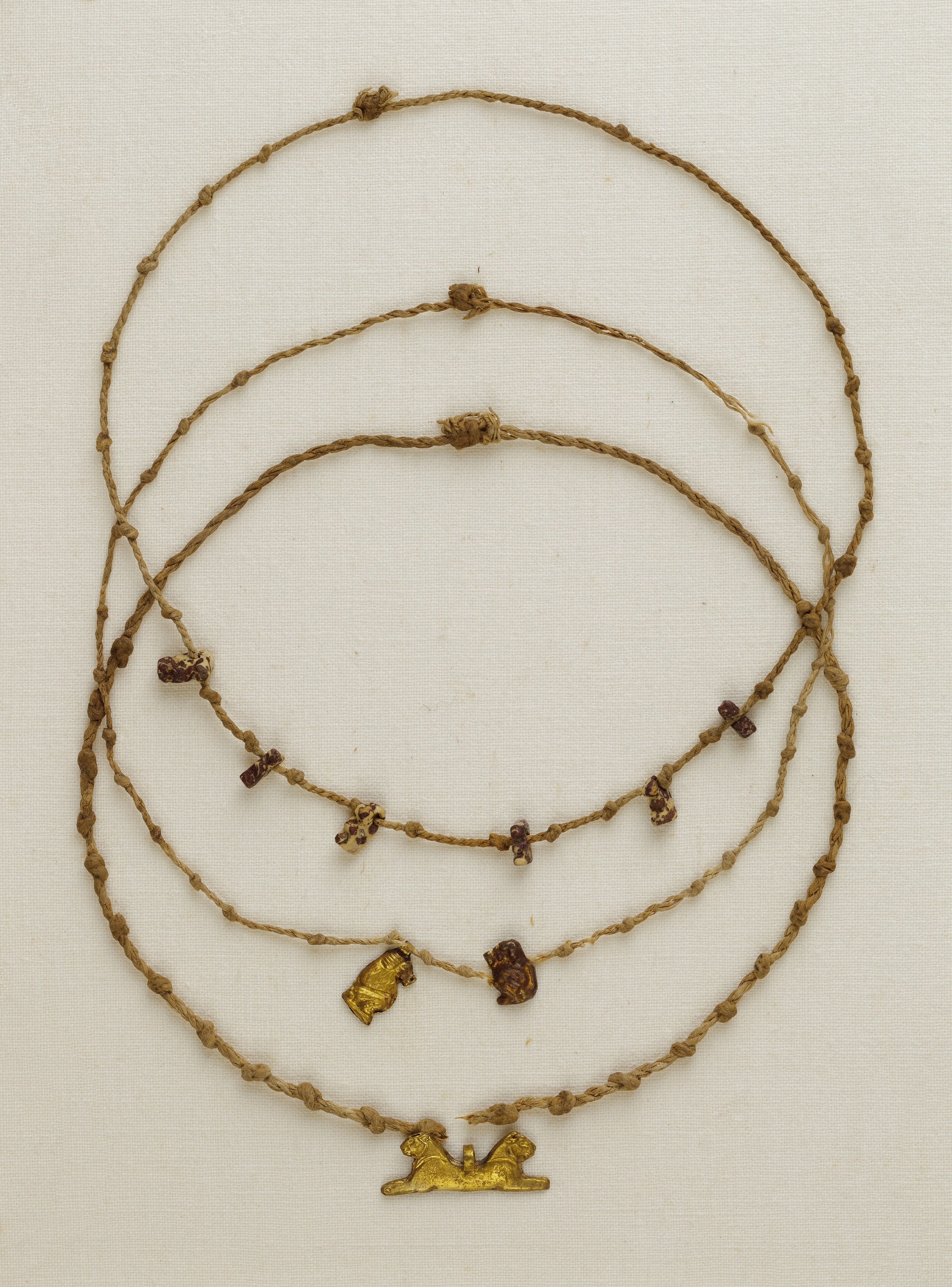
Nyakláncok a sírból

## Lásd még
- MMA sírok listája

## Fordítás
- Ez a szócikk részben vagy egészben  a   MMA 59 című angol Wikipédia-szócikk ezen változatának fordításán alapul.  Az eredeti cikk szerkesztőit annak laptörténete sorolja fel. Ez a jelzés csupán a megfogalmazás eredetét és a szerzői jogokat jelzi, nem szolgál a cikkben szereplő információk forrásmegjelöléseként.